# Le Chemin des tourments
Le Chemin des tourments (en russe : Хождение по мукам) est une trilogie de romans d'Alexis Tolstoï, qui retrace les destins de l'intelligentsia la veille, pendant et après la révolution russe. Les volumes qui composent l'épopée sont Les Sœurs (1921-1922), L'An dix-huit (1927-1928) et Sombre Matin (1940-1941). Tout comme plusieurs autres de ses œuvres (Pierre le Grand, Le Pain), Le Chemin des tourments, confirme l'adhésion de Tolstoï aux standards du réalisme socialiste.
Le Prix Staline lui a été attribué en 1943.
La série a été publiée en français en 1954 par les éditions en langues étrangères de Moscou dans une traduction d'Alice Orane. L'édition la plus récente (en un volume de 826 pages) a été publiée en 2018 par Louison Éditions, propriétaire de la librairie du Globe à Paris  (ISBN 979-109545421-2).

## Résumé
L'histoire commence à Saint-Pétersbourg au début de 1914, dans le décors « des magnifiques blasphèmes » des futuristes et autres excès de l'« âge d'argent ». Les sœurs Dacha et Katia Boulavine, originaires de Samara, sont amoureuses du poète décadent Bessonov. Katia trompe son mari, l'avocat Smokovnikov.
Quelque temps plus tard, Katia tombe amoureuse de l'officier Vadim Rochtchine et Dacha d'Ivan Téléguine, ingénieur au chantier naval. Les tourbillons de la Première Guerre mondiale, des deux révolutions et de la guerre civile dispersent les quatre protagonistes dans différentes coins du pays. Leurs chemins se croisent et divergent plusieurs fois. Rochtchine rejoint l'armée des volontaires et Téléguine s'engage dans l'armée rouge. À la fin de la guerre, les deux couples se rencontrent dans la capitale de la Russie soviétique, où, en présence de Lénine et de Staline, ils écoutent avec ravissement le récit historique de Gleb Krjijanovski sur le plan GOELRO.

## Adaptation TV
En 2017, la trilogie est adaptée à la télévision en 12 épisodes sous le titre Le Chemin des tourments (ru). Dirigée par Constantin Khoudiakov, la distribution comprend notamment Anna Tchipovskaïa, Ioulia Sniguir et Leonid Bitchevine (ru).

## Adaptation opéra
Le Chemin des tourments est adapté pour l'opéra et créé en 1953 au théâtre d'opéra et de ballet de Perm, sur une musique d'Antonio Spadavecchia.